# Emil Salto
Emil Salto (født 1968) er en dansk billedkunstner. Han er uddannet fra Det Kongelige Danske Kunstakademi i år 2000.